# Boconád
Boconád là một thị trấn thuộc hạt Heves, Hungary. Thị trấn này có diện tích 29,56 km², dân số năm 2010 là 1327 người, mật độ 45 người/km².